# Dario Župarić
Dario Župarić (pronunciación en croata: [dâːrio ʒǔparitɕ]; Županja, Vukovar-Sirmia, Croacia; 3 de mayo de 1992)  es un futbolista croata. Juega de defensa y su equipo actual es el Portland Timbers de la Major League Soccer.

## Trayectoria
Župarić nació en Županja y formó parte de las inferiores del Graničar Županja antes de empezar su carrera profesional en el Cibalia en 2011. En junio de 2013 fue transferido al Pescara por 700 000 €, transferencia récord del club. Fue enviado a préstamo al Rijeka croata en enero de 2017, y ese mismo año fichó permanentemente con el club hasta 2020.
El 20 de noviembre de 2019, Župarić fichó por el Portland Timbers de la MLS.

## Selección nacional
Župarić jugó tres encuentros con la selección sub-19 de Bosnia y Herzegovina en 2010, ya que, aunque el jugador nació en Croacia, sus padres son bosnios. En octubre de 2011 debutó con la selección de Croacia sub-21.

## Estadísticas
Actualizado al último partido disputado el 9 de marzo de 2020.
| Cibalia · Croacia |               |               |     |    |    |    |    |     |     |   |
| 1.ª | 2010-11       | 2             | 0   | 0  | 0  | -  | -  | 2   | 0   |   |
| 1.ª | 2011-12       | 23            | 1   | 5  | 0  | -  | -  | 28  | 1   |   |
| 1.ª | 2012-13       | 32            | 0   | 6  | 0  | -  | -  | 38  | 0   |   |
| Total club | Total club    | 57            | 1   | 11 | 0  | 0  | 0  | 68  | 1   |   |
| Pescara · Italia |               |               |     |    |    |    |    |     |     |   |
| 2.ª | 2013-14       | 21            | 1   | 1  | 0  | -  | -  | 22  | 1   |   |
| 2.ª | 2014-15       | 35            | 0   | 2  | 0  | -  | -  | 37  | 0   |   |
| 2.ª | 2015-16       | 36            | 0   | 2  | 0  | -  | -  | 38  | 0   |   |
| 1.ª | 2016-17       | 7             | 0   | 2  | 0  | -  | -  | 9   | 0   |   |
| Total club | Total club    | 99            | 1   | 7  | 0  | 0  | 0  | 106 | 1   |   |
| Rijeka · Croacia |               |               |     |    |    |    |    |     |     |   |
| 1.ª | 2016-17       | 11            | 1   | 1  | 1  | -  | -  | 12  | 2   |   |
| 1.ª | 2017-18       | 31            | 1   | 3  | 0  | 12 | 0  | 46  | 1   |   |
| 1.ª | 2018-19       | 30            | 1   | 4  | 0  | 2  | 0  | 36  | 1   |   |
| 1.ª | 2019-20       | 17            | 1   | 2  | 0  | 4  | 0  | 23  | 1   |   |
| Total club | Total club    | 89            | 4   | 10 | 1  | 18 | 0  | 117 | 5   |   |
| Portland Timbers Estados Unidos |               |               |     |    |    |    |    |     |     |   |
| 1.ª | 2020          | 2             | 0   | 0  | 0  | -  | -  | 2   | 0   |   |
| Total club | Total club    | 2             | 0   | 0  | 0  | 0  | 0  | 2   | 0   |   |
| Total carrera | Total carrera | Total carrera | 247 | 6  | 28 | 1  | 18 | 0   | 293 | 7 |
| (1) Incluye datos de la Copa de Croacia, la Copa de Italia, la Supercopa de Croacia (2019/20) y la US Open Cup. (2) Incluye datos de la Liga de Campeones de la UEFA (2017-18) y la Liga Europa de la UEFA ()2017-18, 2018-19 y 2019-20) |               |               |     |    |    |    |    |     |     |   |

## Palmarés

### Títulos nacionales
| Título                  | Club   | País    | Año     |
| ----------------------- | ------ | ------- | ------- |
| Primera Liga de Croacia | Rijeka | Croacia | 2016-17 |
| Copa de Croacia         | Rijeka | Croacia | 2016-17 |
| Copa de Croacia         | Rijeka | Croacia | 2018-19 |